# Закубанка
Закубанка (укр. Закубанка) — село,
Анастасьевский сельский совет,
Роменский район,
Сумская область,
Украина.
Код КОАТУУ — 5924180602. Население по переписи 2001 года составляло 17 человек .

## Географическое положение
Село Закубанка находится между сёлами Поповщина и Саханское (1 км).
Вокруг села несколько газовых скважин.